# Uterga
Uterga település Spanyolországban, Navarra autonóm közösségben. Uterga Adiós, Muruzábal, Obanos, Legarda, Cizur és Galar községekkel határos. Lakosainak száma 171 fő (2024).

## Népesség
A település népessége az elmúlt években az alábbi módon változott:
| Lakosok száma | 140  | 171  | 166  | 194  | 205  | 172  | 163  | 153  | 170  | 171  |
|               | 2001 | 2004 | 2006 | 2009 | 2011 | 2014 | 2016 | 2019 | 2021 | 2024 |